# دم وريدي

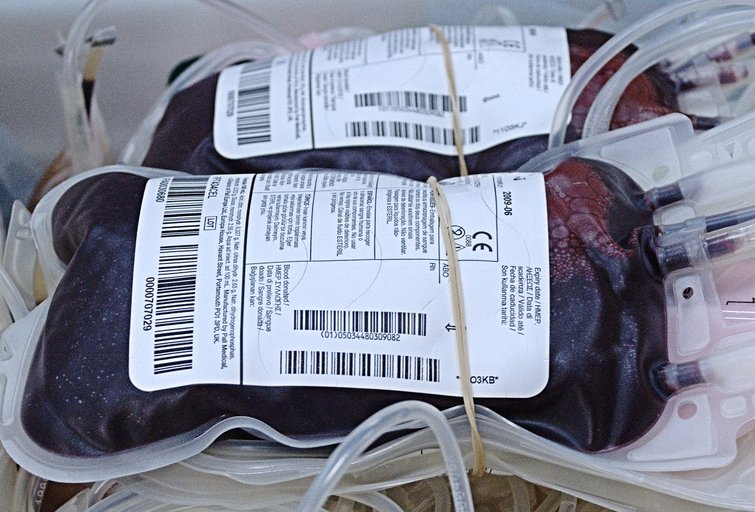
دم مركز بعد عملية الأكسدة

الدم الوريدي هو دم غير مؤكسد (أي لا يحتوي على الأكسجين)،يكون موجود في الأوردة (يوجد بشكل استثنائي في الشريان الرئوي)، ينتقل من الأوعية المحيطة وعبر مجموعة الأوردة الأكبر إلى الأذين الأيمن في القلب. ثم يتم ضخ الدم غير المؤكسد من البطين الأيمن إلى الرئتين عبر الشريان الرئوي الذي ينقسم إلى فرعين، اليسار واليمين إلى الرئتان ليمنى واليسرى على التوالي. يتأكسد الدم في الرئتين(أي يعبأ بالأكسجين)،ويعود إلى الأذين الأيسر في القلب عبر الوريد الرئوي.

## خصائص الدم الوريدي
الدم الوريدي عادةً أكثر برودة من الدم الشرياني، ويحتوي على أقل نسبة أكسجين و درجة حموضة، كما أن لديه نسبة تركيز أقل للجلوكلوز والمواد المغذية. ويحتوي على تركيزات أعلى من اليوريا والفضلات والمنتجات الأخرى. محتوى الأكسجين في الشرايين و الأوردة يعرف باسم فرق الاكسجين في الاوردة والشرايين.

## اختبارات الدم الوريدي
تُجرى معظم الفحوصات المخبرية الطبية على الدم الوريدي، باستثناء اختبار غاز الدم الشرياني . يتم الحصول على الدم الوريدي عن طريق بزل الوريد (يسمى أيضاً بضع الوريد)، أو عن طريق وخز الاصبع للكميات الصغيرة.

## لون الدم الوريدي
الدم البشري هو أحمر اللون، يتراوح من اللون الأحمر القانئ عندما يكون الدم مؤكسد إلى لون أحمر غامق عندما يكون الدم غير مؤكسد. يكتسب الدم لونه الأحمر بسبب الهيموغلوبين والذي يرتبط به الأكسجين.
سبب ظهور اللون الأزرق على سطح الأوردة يعود غالباً إلى تناثر اللون الأزرق بعيداً عن خارج النسيج الوريدي إذا الأوردة على عمق 0.5 مم أو أكثر.